# Wiara religijna
Wiara religijna – różnie definiowana postawa osobowa. Pod wpływem intelektualizmu platońskiego, rozróżniającego między mniemaniem (gr. doxa) a wiedzą (gr. episteme), w myśli europejskiej uważano nieraz wiarę za niepełne poznanie i wstęp do intelektualnego oglądu. Wśród postaw wiary rozróżnia się jednak postawę „wierzę, że”, która jest pewnym przypuszczeniem, oraz „wierzę w”, która odnosi się do Absolutu i jest mocnym przekonaniem o jego istnieniu jako prawdy absolutnej.

## Wiara w chrześcijaństwie
W chrześcijaństwie wiara to „nacechowane pewnością oczekiwanie rzeczy spodziewanych, oczywisty przejaw rzeczy realnych, choć nie widzianych” (Hebr. 11:1, PNŚ 1997). Nie jest to łatwowierność, czyli gotowość uwierzenia w coś bez przekonujących dowodów lub tylko dlatego, że chce się w to wierzyć. Wiara wymaga gruntownej, rzetelnej wiedzy, zapoznania się z dowodami oraz doceniania tego, na co one wskazują. Dlatego Biblia mówi, że ‛wierzy się sercem’, chociaż wiara bez dokładnej wiedzy jest niemożliwa (Rzym. 10:10).
W chrześcijańskiej refleksji jest „poręką tych dóbr, których się spodziewamy, dowodem tych rzeczywistości, których nie widzimy” (Hbr 11, 1). Większość definicji wiary formułowanych w ciągu historii chrześcijańskiej teologii była pochodną tego sformułowania biblijnego. Jest cnotą teologalną pochodzenia nadprzyrodzonego, razem z nadzieją i miłością.

## Wiara a nauka
Wiara bywa krytykowana z punktu widzenia nieweryfikowalności na płaszczyźnie naukowej, jednak w rzeczywistości, w epistemologii wiara to „wszystko uznawane za prawdziwe, niezależnie czy twierdzenie jest uzasadnione”. Cały światopogląd jest tym, w co wierzymy. Zarówno uzasadnienie, jak i jego brak nie implikują prawdziwości lub fałszywości treści wiary. Z tego powodu niektórzy uczeni postulowali, że występowanie wiary było zjawiskiem występującym w początkowej fazie rozwoju nauki. Kiedy to pierwszy raz w dziejach świata ludzie podeszli rozumowo do mitycznej materii, narodziły się filozofia i nauka, które zresztą wówczas stanowiły jedno – tymi pionierami racjonalizmu byli Grecy.